# مامونتوو (شهرستان روبتسوفسکی، سرزمین آلتای)
مامونتوو (به لاتین: Mamontovo) یک منطقهٔ مسکونی در روسیه است که در سرزمین آلتای واقع شده‌است.